# South Fork (Colorado)
Pour les articles homonymes, voir South Fork.
South Fork est une localité américaine située dans le comté de Rio Grande, dans le Colorado.

## Démographie
| 2000 | 2010 | - | - | - | - |
| ---- | ---- | - | - | - | - |
| 604  | 386  | - | - | - | - |

Selon le recensement de 2010, South Fork compte 386 habitants. La municipalité s'étend sur 2,48 milles carrés (6,42 km2).